# 客勒爾
客勒爾（德語：Martin Kähler，1835年－1912年）是十九世紀的德國神學家，以及哈勒大學（Halle）的系統神學與新約教授，他像他的老師們一樣，深受大覺醒（Awakening）運動的影響，但是他對他的老師所代表的中介神學（mediation theology）有所批判， 他也是著名的聖經唯實論（biblical realism）的代表，他的重大貢獻是加強了基督教宣教在學術上的神學基礎。 面對十九世紀末的神學難題為：新約中記載的基督，與經文背後真正歷史的耶穌，哪一個是標準？ 客勒爾認為最重要的是「被傳講的基督」，是人藉著信心與基督建立關係，因為有這一層關係，門徒為此而努力不懈，並且傳揚基督。 不同於以往自由主義所承繼於士來馬赫的傳承，自由主義是以歷史的耶穌為標準，在這個前提下，學者開始一種被稱為「歷史耶穌的追尋」的運動，想要在福音書的背後定位耶穌的言行。
而在客勒爾的著作《所謂歷史的耶穌與歷史上聖經中的基督》（Der sogenannte historische Jesus und der geschichtliche, biblische Christus, 1982）中，他所要回應的問題是：（1）如果耶穌在歷史上的紀錄不清楚，耶穌要如何成為基督信仰的基石與內涵？（2）信仰如何建立在一個歷史紀錄，而不會被歷史相對論質疑？他也認為「歷史中的耶穌」必定無法成為門徒為耶穌作見證的信心，祂只有少數幾個門徒，而且信心不穩固，更引用了林後5:16認為歷史中的耶穌已經結束，我們也不再是藉此來認識基督，而是透過他的門徒的影響力，真正的基督是透過世世代代門徒所宣告的信心，是透過宣講基督而來。而且福音書中的耶穌生平不是歷史家可以接受的可靠資料，而是以信仰為前提的紀錄，但是重要的不是探究歷史的耶穌來認識祂是誰，而是祂現在對信徒的貢獻為何，他認為基督教信仰是建立在有真正存在意義、能激發信心的「信仰的基督」之上。這在二十世紀的前半葉在許多方面對基督論造成很大的影響。
對於耶穌生平運動（Life of Jesus Movement），他認為整個運動只是現代版的人類創意，遠遠地偏離了真實的基督，並且是一個死胡同，有關耶穌生平的歷史批判也毫無作為，兩者不過都是重複著歷世歷代的批評，他對歷史批判的批評也同樣的針對著更早期的中介神學，因為中介神學嘗試與歷史批判妥協，不過他同意耶穌生平運動拿聖經中對基督的記載和抽象的教條主義比較，是十分正確的作法，但還是沒有任何作用。他認為基督一定是超越歷史的，無法套用批判的歷史方法，這套方法有導致異端的基督論之虞，而他最有力的論據則是在討論耶穌個性的心理分析與批判式歷史方法的類比原則上。在耶穌個性的心理分析方面，我們與耶穌的差別是在程度上這論點值得批判，而類比原則會讓人得到一個程度基督論，這樣耶穌可能會只為單純的一個人（不具神性）。
此外，他在救贖論上也提出一個問題：「基督只是彰顯出一個不變情況的亮光，還是開創了一個新的情況？」也寫了一部有關廣泛討論基督教教義與倫理學的系統巨作Die Wissenschaft der christlichen Lehre（The Science of Christian Doctrine），他定義基督教為一個客觀真實的宗教，稱義是神在基督的受死與復活中的客觀行動，所以，神學上的人類學（theological anthropology）是以此真理開始發展，而貫穿這本書的主題是神在救恩歷史與世界歷史的至高旨意，他提昇教會的使命任務到全世界，也認為基督教團契的意義不只是一群人的聚集。